# シドニー・チャップリン (1885年生)
シドニー・チャップリン（Sydney（Sidney）Chaplin、1885年3月16日 - 1965年4月16日）は、イギリスの俳優、コメディアン、マネージャー、実業家。喜劇王チャールズ・チャップリン（以降チャーリー）とチャーリーの片腕として活躍したウィーラー・ドライデンの異父兄であり、チャーリーの二男で同名の俳優シドニー・アール・チャップリンは甥にあたる。甥と区別するためにシド・チャップリン（"Syd" Chaplin）と表記されることもある。また、洗礼名でのスペリングはSidney Chaplinであるが、役所などの記録やシドニー本人は"Sydney"、チャーリーは"Sidney"と表記した。
弟チャーリーとともに貧しい幼年期を過ごしたあと、様々な職業を経て俳優の道に進む。のちにチャーリーに誘われる形で映画界にも身を投じる一方、チャーリーのビジネスマネージャーとしても活躍し、時にはギャグの構想に行き詰ったチャーリーのためにアイデアを与えることもあった。チャーリー関連以外では、アメリカ合衆国で初めての個人経営による航空会社を設立する実業家としても活躍した。

## 生涯

### 貧しい幼年期から船乗り
1885年3月16日、ロンドンのブランドン・ストリート57番地、雑貨商ジョゼフ・ホッジスの住居で一人の男児が誕生する。のちのシドニー・チャップリンであるが、誕生時はシドニー・ジョンと命名された。母親はハンナ・ヒルであることがはっきりしているが、父親の素性について「ホークスという金持ちの出版業者」で「トランスヴァールに駆け落ちした」末に結ばれたと聞かされている以上のことは不明。付け加えるならば、ウィーラーが1917年にチャーリーとの再会を仲介してもらおうと女優エドナ・パーヴァイアンスにあてた手紙の中で、父親について「シドニー・ホークスとかいう男」と表現を使っている。素性不明の父親については後年、ユダヤ人説がついてまわった。シドニーを出産して約3か月後、ハンナはチャールズ・チャップリン・シニア（以降チャールズ）と再婚し、シドニーも以降はチャップリン姓となる。4年後の1889年4月16日にチャーリーが誕生。しかし、チャールズがアメリカ巡業に出たころから、ハンナはチャールズの芸人仲間で、やはり人気の出ていたレオ・ドライデンと不倫関係になった。1892年8月31日にレオとの間の子であるウィーラーを出産するが、1893年の春にレオがウィーラーを強引に「引き取った」。
やがて、ハンナは精神的な病気を患い、1896年6月の末にランベスの矯正院に収容されることとなった。ハンナが収容されたことにより、シドニーとチャーリーは、クロイドンやハンウェルにある孤児を対象とした学校に通うようになった。もっとも、シドニーは9月17日に学校を出ていったんはチャールズのもとに戻るが、間もなく再び貧民院学校に戻ることとなる。ハンウェルでの貧民院学校でのシドニーは調理場担当となり、チャーリーがシドニーからこっそりロールパンをもらうこともあった。1896年11月、シドニーは「模範生」の一人としてエセックスの一角グレイズにある練習船「エクスマス」に移される。1898年まで続いた「エクスマス」での生活は厳しかったものの、シドニーは船乗りとしての訓練を十分積むことができた。「エクスマス」から去ってからは、ハンナやチャーリーとともに家と貧民院を行ったり来たりする生活を繰り返した。ほどなくしてチャーリーは「エイト・ランカシア・ラッズ」の一員となって役者への道を正式に歩み始め、16歳になっていたシドニーは船員の道を志すこととなった。1901年4月、シドニーは待遇を良くするためか3歳上の19歳と申告してトランスヴァール行の汽船「ノーマン」に乗船し、スチュワード助手とバンドマンを務めることとなった。この間の1901年5月9日にチャールズが死去する。チャールズの死後の5月31日にサウサンプトンに帰ってきたシドニーは、自分の給料とチップで集めた合計3ポンドを超す金をもって、ハンナ、シドニーとチャーリーは普段の一家の生活では味わえないちょっとしたぜいたくな食事をとることができた。シドニーはこのあと7回の航海を経験して仕事ぶりも「きわめて優良」と評価されるほどの船乗りに成長するが、ハンナの病状が悪化するのを見て、蓄えた金があるうちに船乗りを辞めて俳優になろうと決心する。

### 俳優
俳優を志したシドニーではあるが、職の口はなかなか見つけられなかった。その間はバーテンダーをやっていたが、1903年12月にチャーリーの奔走でチャーリー自身も出演していた巡業舞台『シャーロック・ホームズ』の伯爵の役を得る。しかし、この巡業が終わるとシドニーは暇になり、一度は足を洗った船乗りに舞い戻る。1904年11月から1905年1月の間の航海で、シドニーは船内でのアトラクションに出演して一定の収入と喝采を得て、コメディアンとしての自覚を持つようになった。1906年、シドニーはチャールズ・マノン一座に入団し、同じ年の7月にはフレッド・カーノー劇団に移る。カーノー劇団に入ったシドニーはさっそく頭角を現し、アメリカ巡業のメンバーにも入団3か月足らずにもかかわらず選ばれた。2年後、シドニーは当時仕事の無かったチャーリーを入団させてくれるようカーノーに懇願し、機会を与えられたチャーリーは、テストでアドリブのギャグにより笑いを取って、劇団への入団が決まった。やがてシドニーは寸劇の台本の執筆も手掛けるようになり、遅れて入団したチャーリーもシドニー同様に頭角を現してきた。それでも、カーノー劇団時代のシドニーは主力メンバーとしてチャーリーの上をゆく存在であった。1910年9月からのアメリカ巡業ではチャーリーが巡業メンバーに選ばれるが、巡業のたびにメンバーの何人かがアメリカのヴォードヴィルに流れていく状況を目の当たりにしていたカーノーは、シドニーがそんな形で去られては打撃であると考えていた節がある。
1913年、チャーリーはキーストン社と契約して映画界入りを果たし、紆余曲折がありながらもスターへの道をひた走ることとなった。一方、シドニーはロンドンに残っていたが、1914年8月にチャーリーから「来年（1915年）にはキーストン社以外ともっと大きな契約を結ぶ」、「マック・セネットに推薦をしておいた」という趣旨の手紙を受け取る。当のチャーリーはギャラ問題のこじれからキーストン社との契約が1914年で終わることとなるが、渡米してきたシドニーはチャーリーと入れ替わるように1914年11月からキーストン社での仕事を始める。シドニーはナシのお化けのような体型と舟型の小さな帽子、口ひげに窮屈な上着、そして手にはステッキを持つ「ガッスル」というキャラクターを生み出し、1914年12月に『ゴルファーのガッスル』で映画デビューを果たした。1915年に作られた『海賊潜水艦』では、のちにチャーリーやバスター・キートンと並び称せられるコメディアンのハロルド・ロイドと共演する。

### チャーリーのマネージャーと航空会社
シドニーは1915年限りでキーストン社との契約を終える。そして、チャーリーを説き伏せてマネージャーになることを申し出る。チャーリーの人気にあやかった様々な商品が出回るようになり、シドニーはそれらの商品から出る利益を兄弟で独占しようと目論んでいた。さっそく音楽出版社と広告会社を立ち上げるが、経費ばかりがかさんでうまくいかなかった。このような失敗もあったが、チャーリーが金銭面や社交面での約束事にとんと興味がなかったこともあって、シドニーは次第に秘書格としてチャーリーのために尽くすようになる。チャーリーは1918年からはファースト・ナショナル・ピクチャーズと契約。シドニーはチャーリーのファースト・ナショナルでの第一作『犬の生活』に出演し、俳優業に復帰する。『公債』や『担へ銃』、『偽牧師』といった一連のチャーリーの作品への出演の一方、『キング・クイーン・アンド・ジョーカー』（1921年）、『パーフェクト・フラッパー』（1924年）、『ベター・オール』（1926年）などの作品に出演。特に『ベター・オール』はワーナー・ブラザースが開発したヴァイタフォンで製作された2番目の映画であり、シドニーのフィルモグラフィーのなかでも知られた作品の一つである。1928年に製作された "A Little Bit of Fluff" が、シドニー最後の出演作として記録されている。
チャーリーが依然として映画界を席巻しているころ、シドニーは映画界以外の分野で重要な貢献をした。1919年5月、シドニーはパイロットのエメリー・ロジャースとともにカリフォルニア州サンタモニカを拠点とするシド・チャップリン・エアライン・カンパニーを設立したが、この会社はアメリカで最初の個人経営による航空会社であった。会社は少なくとも1年は続き、カーチス・エアロプレーンのためのショー・ルームを設置して航空便の認知に務めた。チャーリーの航空機初体験も、このシドニーの会社の航空機によるものであった。やがて、パイロットのライセンスや航空便に対する課税が強化される見通しとなった時、シドニーは会社から離れた。

### 後半生

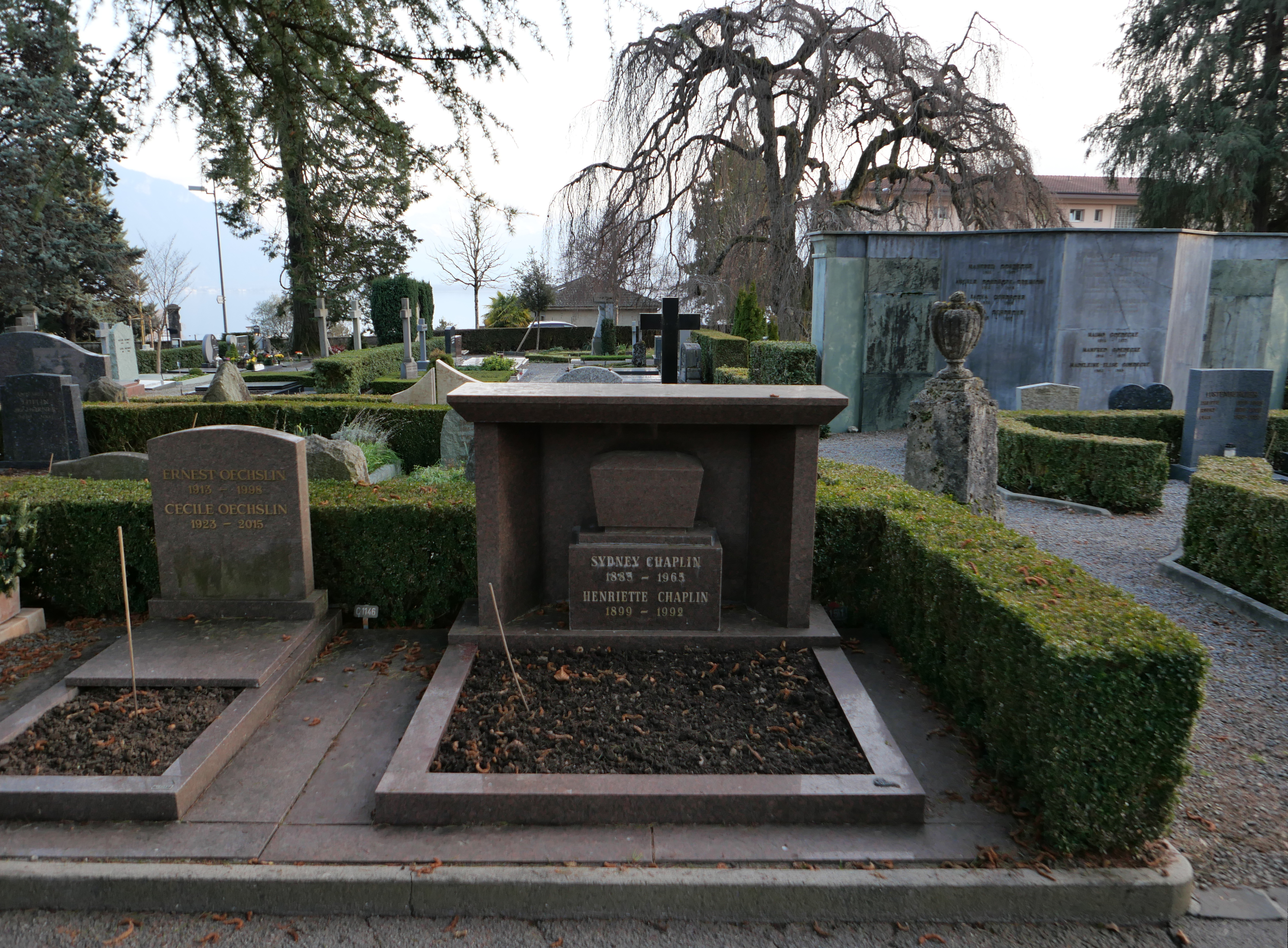
シドニーとヘンリエッタの墓

1930年代以降、ニースに移住したシドニーはチャーリーの片腕役として専念し、1932年にチャーリーが日本を訪問した際にも同行。日本に上陸後、チャーリーに対する企てをうすうす感じとっていた秘書の高野虎市の尋常ならざる様子を見たシドニーは高野につられるかのように不安になり、「なんだか妙なことが起こりそうだぜ！」と口にした。「妙なこと」の頂点は五・一五事件であった。1935年4月には、最初の妻であるミニーが重病を患い、間もなく亡くなる。シドニーは二番目の妻、「ジプシー」ことヘンリエッタと再婚し、世界情勢の緊迫化に伴ってアメリカに一時的に移ってきた。チャーリーが当時製作中であった『独裁者』の製作現場にも顔を出し、脚本検討会でギャグを提案したりカラーフィルムでリハーサル風景を撮影するなどをした。1950年代前半にヨーロッパに戻り、赤狩りのためにアメリカ再入国が禁じられてスイスに落ち着いたチャーリーとは、夏に妻ヘンリエッタを伴って面会していた。チャーリーやその子どもたちにいたずらやきわどい冗談を言うのを晩年の楽しみとしていた。
1965年4月16日、シドニー・チャップリンはニースのルール・ホテルで亡くなった。80歳没。この日はチャーリーの76歳の誕生日であった。シドニーはマルセイユで火葬に付されたうえで、スイス・ヴォー州クラレンスのモントルー墓地に妻ヘンリエッタとともに埋葬されている。最初の妻ミニーおよび二番目の妻ヘンリエッタとの間には子どもはいない。特にミニーの場合は1917年ごろに腹部にできた腫瘍の除去手術が原因で胎児を失っている。
1992年公開のリチャード・アッテンボロー監督によるチャップリンの伝記映画『チャーリー』では、ポール・リスがシドニーを演じた。

## 人物

### 兄弟愛
1930年代、シドニーはチャーリーに対して以下のような手紙を出している。
また、叔母のケイト・モウプレイも次のように回想する。
映画史家のデイヴィッド・ロビンソンは、シドニーとチャーリーの強固な兄弟愛を辛く貧しい子ども時代を分かちあったことに求めている。この兄弟愛はチャーリーが世界の人気者となっても続くわけであるが、セレブになってもシドニーの助言には基本的に従うこととなる。『公債』の製作も、チャーリーが第一次世界大戦に反対の気があって「愛国心がない」と批判されることを恐れたシドニーが、弁護士と組んでチャーリーを説得した末に製作された映画である。第一次世界大戦との関連で言えば、当のシドニー自身が「年齢を偽っており本当は徴兵適格者である」という匿名の手紙につられた徴兵委員会に呼び出され、徴兵適格年齢を過ぎていることを証明しなければならなかった。時には、とかくワンマンで完璧主義者のチャーリーがひどいスランプに陥り、シドニーの救いを求めることもあった。1916年製作の『午前一時』の評判が芳しくなかったことを聞いたチャーリーは意気消沈し、一種のうつ状態になって次のような電報をシドニーに対して打った。
もっとも、チャーリーがシドニーの助言にすべて忠実だったわけではない。ウォルト・ディズニーのアニメが台頭してきたころ、シドニーはチャーリーに対して「これからはアニメの時代だから、実写映画をやめて、放浪者チャーリーをアニメのなかで演じてはどうか」と提案し、ストーリーまで考案したもののチャーリーに無視された。1936年にチャーリーに宛てた手紙の中で、チャーリーが一本の映画に数年もかける制作姿勢に苦言を呈し人気が衰える危険を指摘し、解決策として（著作権を保持しながら）放浪者チャーリーをアニメの脇役のキャラクターとして登場させることを許可することを提案しているが、チャーリーは耳を傾けなかった。
チャーリーの片腕としてのシドニーの隠れた「功績」がある。チャーリーはエッサネイ社を経て1916年からはミューチュアル社と契約する。撮影に際してチャーリーは膨大なフィルムを消費し、本編に使用する分以外のショットは倉庫に保管していたが、シドニーはこれら未使用ショットを自分の手に移して保管し続けた。未使用ショットはその後流転を重ね、第二次世界大戦後にフィルムコレクターのレイモンド・ロウハウアーが所有するところとなり、のちに英国映画協会のライブラリーに保管されてチャーリー作品の研究、とりわけチャーリーの映画作りの技法に関する謎の解明に一役買うこととなった。

### 役者として
シドニーとチャーリーが少年期に身を置いたミュージックホールの定番ギャグの一つに「床屋」がある。この「床屋」の役柄を例に挙げて役者としてのシドニーとチャーリーを比較すると、『サニーサイド』のNGフィルムにおける、髭剃りに悪戦苦闘する細かい演技に徹するチャーリーの床屋とは違って、シドニーの床屋は「いかにも見世物的なハイテンションな演技」であるとチャップリン研究家の大野裕之は論じている。一方で、『犬の生活』では「兄弟愛」の延長線上に立つような絶妙な演技を見せている。シドニーが演じる屋台の主人が目を離した隙に、放浪者のチャーリーがパンを盗み食いするシーンがそれで、後年に黒柳徹子と坂本九がこのシーンを模倣しようとしたものの、うまくいかなかった。
1920年代にシドニーと仕事をしたことがあるダリル・F・ザナックは、シドニーを「ハリウッドの歴史上、最も偉大な女装者である。評判の良いエロール・フリンよりも」と称えている。

## 関連書籍
- 新野敏也『サイレント・コメディ全史』喜劇映画研究会、1992年。ISBN 978-4-9064-0901-3。
- 大野裕之『チャップリン再入門』日本放送出版協会〈生活人新書〉、2005年4月。ISBN 978-4-1408-8141-5。
- マック・セネット『〈喜劇映画〉を発明した男 帝王マック・セネット、自らを語る』石野たき子 訳、新野敏也 監訳、作品社、2014年3月31日。ISBN 978-4-8618-2472-2。